# Cajuput Island
Cajuput Island ist eine unbewohnte Insel im australischen Bundesstaat Western Australia. Die Insel gehört zu den Montebello-Inseln, einer Inselgruppe im Indischen Ozean. Sie ist 85 Kilometer vom australischen Festland entfernt. 
Sie ist 100 Meter lang und 40 Meter breit. Die Nachbarinseln heißen Man on Rock Islet und Jonquil Island und in der Nähe liegen außerdem die Jarrah-Inseln.